# 닥터 프로스트 (드라마)
《닥터 프로스트》는 2014년 11월 23일부터 2015년 2월 1일까지 OCN에서 방영된 OCN 일요드라마이다.

## 등장 인물

### 주요 인물
- 송창의 : 닥터 프로스트 역 (아역 이준서) - 용강대 심리학과 교수, 천재 심리학자, 본명 '백남봉'
- 정은채 : 윤성아 역 - 프로스트의 조교
- 성지루 : 남태봉 역 - 강력계 형사
- 이윤지 : 송선 역 - 용강대 심리학과 교수
- 최정우 : 천상원 역 - 용강대 심리학과 학과장

### 그 외 인물
- 정경호 : 정민우 역 - Bar 사장
- 무진성[1] : 김영호 역 - Bar 직원
- 이시강 : 차정환 역 - 신임형사
- 이시원 : 송설 역 - 송선의 여동생, 경계선 성격장애 환자
- 가영 : 김다래 역 - 윤성아의 친구
- 이유진 : 김욱 역 - 법학과 대학생, 사회공포증 환자, 윤성아의 내담자

#### 1화.타인의 욕망
- 전해룡 : 교수 역
- 양진서 : 유안나의 스타일리스트 역
- 이창 : 반지 협찬사 관계자 역
- 한상규
- 강혜림
- 박진희
- 김상우
- 박주현
- 최리호 : 촬영 관계자 역
- 이선구[2] : 촬영 관계자 역
- 박형준
- 이승준
- 엄태옥 : 심사위원 역
- 주하영

#### 2화.블랙아웃
- ? : 강진욱의 친구 역
- 송경화 : 오지민의 어머니 역
- ? : 김한성의 수하 역
- ? : 술집 알바생 역
- 손선근 : 한국당 보좌관 역
- 양은용 : 강진욱의 어머니 역
- 이가돈 : 형사 역

#### 3화.가면의 매뉴얼
- 허선행 : 국과수 부검의 역
- 지종은 : 박도철의 부인 역
- 이선구 : 시체를 발견한 남자 1 역
- 지성근 : 시체를 발견한 남자 2 역
- 정의철
- 김예은
- 최남욱
- 이지영

#### 4화.위험한 사랑
- 권지환 : 송선의 내담자 역 - 퍽치기 사건 피해자
- 진항주 : 김문섭 역 - 송선의 내담자, 퍽치기 사건 피해자
- 이선구 : 송선의 내담자 역 - 퍽치기 사건 피해자
- 최현정 : 인터뷰 하는 여자 역
- 김미준 : 집주인 역

#### 5화.메모리
- 안장훈 : 정만호 역 - 프로스트의 내담자, 노숙자, 오기억으로 사망한 피해자
- 이진목 : 김명민 역 - 프로스트의 내담자, 노숙자, 오기억으로 사망한 피해자
- 최효현 : 쉼터 사회복지사 역
- 김재철 : 조일웅 역 - 노숙자, 노윤구에게 주민등록증을 내어준 남자
- 서광재 : 최유경의 아버지 역
- 육미라 : 최유경의 어머니 역
- 성현미 : 지하철 청소원 역
- 정현석 : 역무원 역 - 사망한 김명민 최초 발견자
- 손영순 : 김명민의 어머니 역
- 안희주 : 정만호의 부인 역
- 이선구 : 대포폰 파는 남자 역
- 황인준 : 노숙자 역 - 프로스트의 내담자
- 김진욱
- 김은서

#### 6화.두 개의 태양
- 정수인 : 도서관 사서 역
- 서혜진
- 이예림

#### 7화.멍든 아이
- 이선구 : 김동윤 역 - 독극물을 판매한 남자
- 김봉수 : 장경수 역 - 독극물 사망사건 피해자, 아동학대 사건 신고자
- 허동원 : 독극물 관리 정부기관 직원 역
- 김주아 : 최준서의 부인 역
- 정건

#### 8화.거짓말
- 이현경 : 조명숙 역 - 박한솔의 어머니
- 주아름 : 박한솔 역 - 여고생, 리플리 증후군 환자
- 임강성 : 김정훈 역
- 서윤아 : 송자영 역 - 김정훈의 약혼녀
- 이지민 : 여경 역
- 강철성 : 거짓말 탐지기 조사 하는 형사 역
- 이선구 : 조명숙의 매니저 역
- 이성호 : 최 교수 역
- ? : 박한솔과 같은 학원 다니는 여고생 역
- 김지희 : 박한솔과 같은 학원 다니는 여고생 역
- ? : 박한솔의 친구 역
- ? : 김정훈의 누나 역
- 이설구 : 김정훈의 매형 역

#### 9화.잃어버린 기억 1& 10화.잃어버린 기억 2
- 김지성 : 김성희 역 - 3년 전 아들을 납치해 살해한 남자의 사망사건 용의자, 오기억 피해자
- 최윤준 : 송호철 역 - 김상돈 살인사건의 용의자, 오기억 피해자
- 고진명 : 김상돈 역 - 전직 형사, 고깃집 운영
- 성인자 : 김상돈의 부인 역
- 이종구 : 의사 역 - 前 박규환의 동료
- 변은영 : 박은희 역 - 박동희의 고모
- 임향주 : 향초가게 주인 역
- 손인용 : 김성희의 남편 역
- 한동환 : 정신병원 원장 역
- 김문호 : 진짜 문성현 역
- 한길주
- 최남욱
- 이준희 : 조사관 역
- 유필란 : 박규환 부인 사망사건의 목격자 1 역
- 정동규 : 판사 역
- 정명준 : 검사 역
- 여운복 : 박규환 측 변호사 역
- 박기산 : 박규환 부인 사망사건의 목격자 2 역
- 건휘
- 이선구 : 송진우의 운전기사 / 교도관 역
- 박대원 : 정보과 형사 역 - 남태봉의 후배
- 조연호
- 김대윤
- 윤라영 : 대안학교 학생 역
- 김정석

### 아역
- 유태경 : 최유경의 오빠 역
- 김진성 : 김다훈 역 - CCTV를 망가뜨린 아이, 아동학대 피해자
- 김나영
- 강태웅 : 최준서의 아들 역
- 권지민 : 장경수의 손녀 역
- 정인영 : 박철구와 장선경의 딸 역

### 특별출연
- 송종호 : 문성현(박동희) 역 (아역 : 최수한) - 심리학 박사, 프로스트와 송선의 선배, 박규환의 아들 (5~10회)
- 이희진 : 유안나/정성혜 역[3] - 톱스타, 배우/연극배우 (1회)
- 이해영 : 박기웅 역 - 유안나의 매니저 (1회)
- 이준혁 : 유안나의 스토커 역 (1회)
- 이병욱 : (1회)
- 윤종훈 : 강진욱 역 (아역 : 최한) - 오지민 살인 용의자 (2회)
- 안지혜 : 오지민 역 - 술집 알바생, 살인사건의 피해자 (2회)
- 최일화 : 김한성 역 - 국회의원 (2회)
- 박정학 : 술집 사장 역 (2회)
- 유건 : 배두한 역 - 교수 (2~4회)
- 황제성 : 김찬주 역 - 박사 (2회, 7회)
- 서범석 : (2~3회, 9회)
- 이지영 : (2회, 9회)
- 김법래 : 박도철 역 - 구청 공무원 (3회)
- 권해성 : 서학수 역 - 노블레스백화점 영업팀장 (3회)
- 윤혜경 : 강수진 역 - 노블레스백화점 매장 매니저 (3회)
- 홍상진 : 구지성 역 - 노블레스백화점 영업팀장, 박도철의 후배 (3회)
- 박효빈 : 진선미 역 - 노블레스백화점 직원 (3회)
- 차주영 : 이지혜 역 - 노블레스백화점 직원 (3회)
- 정주리 : 프로스트 유혹녀 역 (3회)
- 박종수 : 박범수 역 - 송선에게 협박 편지 보낸 남자, 폰트디자이너 (4회)
- 김규선 : 최유경 역 (아역 : 김설) - 쉼터봉사자 여대생, 성아의 친구, 오기억으로 사망한 피해자 (5회)
- 최규환 : 노윤구 역 - 노숙자에게 주민등록증을 산 남자, 오기억으로 사망한 피해자 (5회)

- 이재우 : 이동준 역 - 경계선 성격장애를 가진 송선의 내담자, 바리스타 (6회)
- 염지윤 : 김세희 역 - 이동준의 부인, 자기애성 성격장애 환자, 의류매장 점장 (6회)
- 박순천 : 서윤숙 역 - 現 우리아동보호센터 원장, 前 사회복지사 (7회)
- 서이안 : 박인영 역 (아역 : 이영은) - 독극물(보톨리눔톡신) 사망사건의 용의자, 아동학대 사건 피해자, 스톡홀름 증후군 환자 (7회)
- 윤영주 : 장선경 역 - 박인영의 계모, 아동학대 사건 가해자 (7회)
- 금동현 : 박철구 역 - 박인영의 아버지, 아동학대 사건 가해자 (7회)
- 김동석 : 최준서 역 - 유명 인권변호사, 독극물 살인사건 피해자, 前 아동학대 사건 담당검사 (7회)
- 김정운 : 박근호 역 - 형사 (7회, 9~10회)
- 한인수 : 송진우 역 - 국회의원, 송선의 아버지 (8~9회)
- 서정아 : (9회)

## 시청률
| 2014년 | 2014년    | 2014년               |
| 회차   | 방송일자  | 부제                 |
| ------ | --------- | -------------------- |
| 1화    | 11월 23일 | 타인의 욕망          |
| 2화    | 11월 30일 | 블랙 아웃            |
| 3화    | 12월 7일  | 가면 매뉴얼          |
| 4화    | 12월 14일 | 위험한 사랑          |
| 5화    | 12월 21일 | 메모리               |
| 2015년 |           |                      |
| 6화    | 1월 4일   | 두 개의 태양         |
| 7화    | 1월 11일  | 멍든 아이            |
| 8화    | 1월 18일  | 거짓말               |
| 9화    | 1월 25일  | 잃어버린 기억 Part 1 |
| 10화   | 2월 1일   | 잃어버린 기억 Part 2 |

## 같이 보기
- 웹툰을 원작으로 삼은 드라마 목록